# IMac (nền tảng Intel)

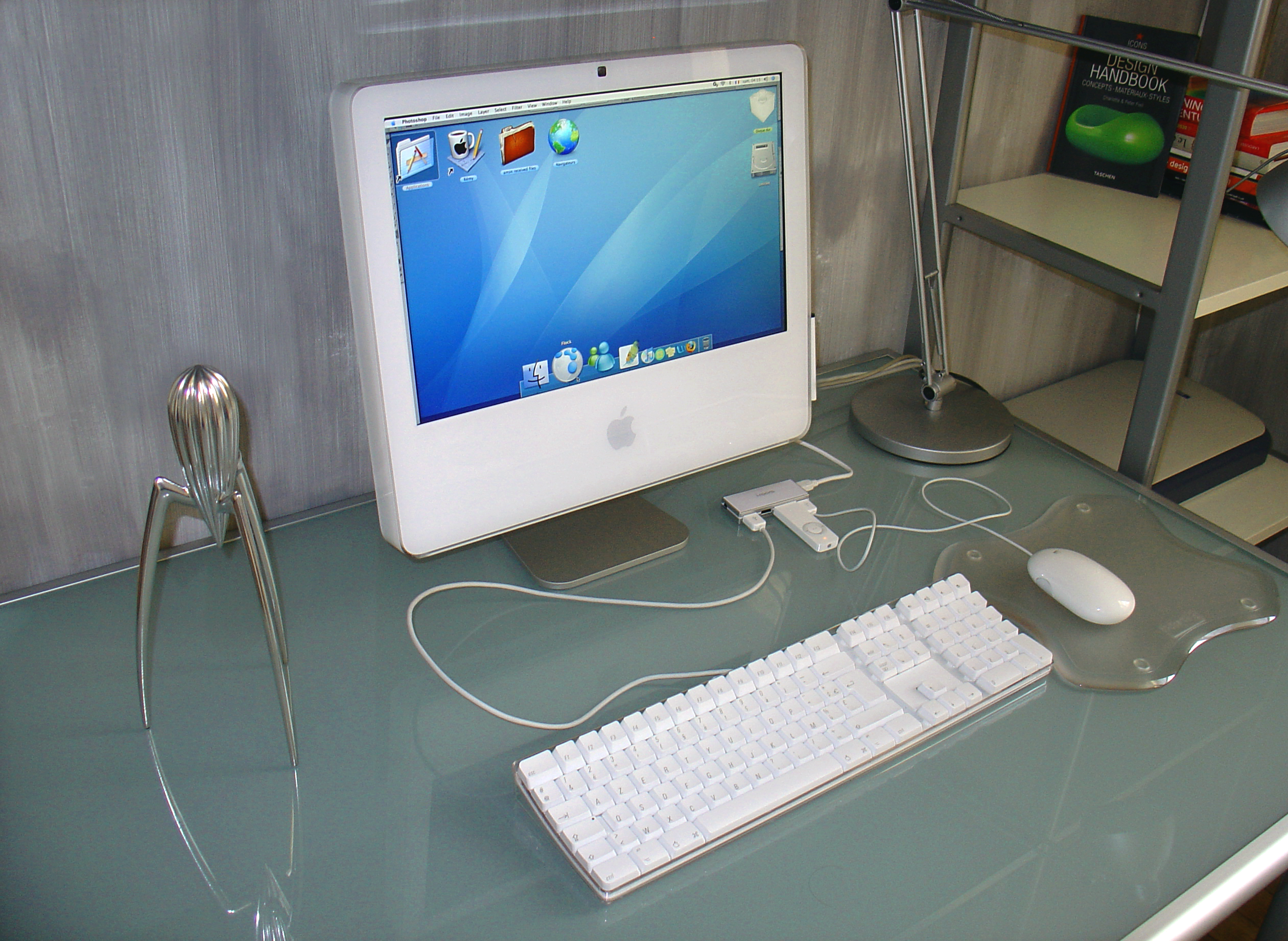
Imac17

IMac dựa trên Intel là một loạt máy tính để bàn Macintosh do Apple Inc. thiết kế, sản xuất và bán từ năm 2006. Nó là một thành viên của gia đình máy tính iMac. Đây là một trong bốn máy tính để bàn thuộc dòng Macintosh hiện tại, đóng vai trò là sự thay thế tất cả trong một cho Mac Mini và có hiệu suất thấp hơn iMac Pro và Mac Pro.
Các mẫu iMac trước năm 2009 có vỏ bằng polycacbonat màu trắng hoặc vỏ nhôm. Mô hình iMac tháng 10 năm 2009 có vỏ nhôm nguyên khối, một phiên bản vẫn có thể được nhìn thấy trên mô hình hiện tại. Các iMac hiện tại được phát hành từ tháng 10 năm 2012 cũng có màn hình mỏng hơn nhiều, với cạnh chỉ là 5 mm.

## Lịch sử
Tại Hội nghị và Triển lãm Macworld vào ngày 10 tháng 1 năm 2006, Steve Jobs thông báo rằng iMac mới sẽ là máy Macintosh đầu tiên sử dụng CPU Intel, Core 2 Duo. Sự ra đời của iMac mới cùng với MacBook Pro dựa trên Intel là khởi đầu của quá trình chuyển đổi Mac sang bộ vi xử lý Intel. Trong những tháng tiếp theo, các sản phẩm Mac khác theo sau, bao gồm sự ra đời của Mac mini chạy Intel Core vào ngày 28 tháng 2 năm 2006, dòng máy tính xách tay dành cho người tiêu dùng MacBook vào ngày 16 tháng 5 năm 2006, Mac Pro vào ngày 7 tháng 8 năm 2006, và Xserve vào tháng 11 năm 2006, hoàn thành quá trình chuyển đổi.
Các tính năng, giá cả và thiết kế vỏ máy vẫn không thay đổi so với iMac G5. Tuy nhiên, theo các bài kiểm tra do Apple thực hiện bằng cách sử dụng SPEC, tốc độ bộ xử lý  được tuyên bố là nhanh hơn từ hai đến ba lần so với iMac G5.
Vào ngày 22 tháng 6 năm 2020, bài phát biểu của Hội nghị Nhà phát triển Toàn cầu của Apple bao gồm thông báo rằng các máy tính Macintosh trong tương lai sẽ chuyển đổi một lần nữa sang công nghệ vi xử lý dựa trên ARM của riêng Apple, loại bỏ việc công ty sử dụng các CPU tương thích Intel x86-64. Quá trình chuyển đổi được cho là diễn ra trong khoảng thời gian hai năm, với những chiếc máy Mac " Apple Silicon " đầu tiên được chuyển đến tay người tiêu dùng vào cuối năm 2020.